# Columnea moesta
Columnea moesta là một loài thực vật có hoa trong họ Tai voi. Loài này được Poepp. & Endl. mô tả khoa học đầu tiên năm 1840.